# Олфорд (Флорида)
Олфорд (енгл. Alford) град је у америчкој савезној држави Флорида. По попису становништва из 2010. у њему је живело 489 становника.

## Демографија
Према попису становништва из 2010. у граду је живело 489 становника, што је 23 (4,9%) становника више него 2000. године.
| Група             | 2000.       | 2010.       |
| Белци             | 442 (94,8%) | 447 (91,4%) |
| Афроамериканци    | 7 (1,5%)    | 10 (2,0%)   |
| Азијати           | 0 (0,0%)    | 4 (0,8%)    |
| Хиспаноамериканци | 11 (2,4%)   | 20 (4,1%)   |
| Укупно            | 466         | 489         |